# Каріна Беннінґа
Каріна Беннінґа (нід. Carina Benninga, 18 серпня 1962) — нідерландська хокеїстка на траві.
Олімпійська чемпіонка 1984 року, бронзова призерка 1988 року, учасниця 1992 року.
Чемпіонка Європи 1984, 1987 років.
Чемпіонка світу 1983, 1990 років.
Бронзова призерка Трофею чемпіонів 1991 року.